# Clavierübung
Johann Sebastian Bach hat im Laufe seines Lebens eine Anzahl seiner Werke für Cembalo oder Orgel im Druck veröffentlicht; in den Jahren von 1731 bis 1741 in einer vierteiligen Sammlung unter dem Namen Clavierübung. Er bedachte hier systematisch alle Instrumente mit Klaviatur: ein- oder zweimanualiges Cembalo oder auch Clavichord im ersten Teil, Orgel mit und ohne Pedal im dritten Teil und zweimanualiges Cembalo im zweiten und vierten Teil.
Mit Suite, Konzert, Präludium und Fuge, Choralbearbeitung und Variation bot Bach hier die meisten der gängigen Gattungen und Kompositionsstile. Auch wenn der Titel „Übung“ heute ein Lehrwerk assoziiert, waren und sind die Kompositionen alles andere als leicht zu spielen und richteten sich keineswegs an Instrumentalschüler. Vielmehr zeigen sie ganz systematisch das kompromisslos hohe kompositorische und spieltechnische Niveau ihres Autors.
Das Wort „Übung“ muss hier also nicht im heutigen Sinne des beim Etüdenspiel im Vordergrund stehenden neuen Erlernens verstanden werden, sondern kann vielmehr im höheren Sinn als umfassende geistige und technische Aneignung, Vertiefung und Meditation des Spielers einerseits, als Aus-Übung des Tonsetzerberufs andererseits gesehen werden. Letzterem entspricht der Begriff der Askese, der seit der Antike als eine Übungspraxis im Rahmen von Selbstschulung durch Disziplinierung sowohl hinsichtlich des Denkens und Wollens als auch hinsichtlich des Verhaltens bezeichnet wird.

## Clavierübung Teil I: Partiten
Von 1726 bis 1731 veröffentlichte Bach jeweils eine Partita für Cembalo – also eine Suite. 1731 fasste er die sechs Kompositionen noch einmal zusammen und veröffentlichte sie – unter Verwendung der Originaldruckplatten – als sein Opus 1 (mit 46 Jahren, als anerkannter Komponist – denn mit Opus wurden damals nur veröffentlichte Werke bezeichnet und gezählt).
Der Originaltitel lautet:
Clavir-Übung / bestehend in / Præludien, Allemanden, Couranten, Sarabanden, Giguen, / Menuetten, und anderen Galanterien ; / Denen Liebhabern zur Gemüths Ergoetzung verfertiget / von / Johann Sebastian Bach / Hochfürstl: Sächsisch Weisenfelsischen würcklichen Capellmeistern / und / Directore Chori Musici Lipsiensis. / OPUS 1 / In Verlegung des Autoris / 1731.
Alle Partiten folgen grundsätzlich der in der französischen Barockmusik initiierten Satzfolge (Allemande – Courante – Sarabande – Gigue), fügen aber meist zusätzliche Tänze vor der Gigue oder der Sarabande ein, oder ersetzen diese durch andere Tänze. Besonders auffällig ist die große Bandbreite der Einleitungssätze – alle gängigen Typen kommen vor, von Praeludium (1. Partita) über Sinfonia (2. Partita), Fantasie (3. Partita) und französische Ouvertüre (4. Partita) bis hin zur Toccata (6. Partita). Die Einzelsätze stehen ausnahmslos in der Grundtonart des jeweiligen Werks.
In Anlehnung an die Französischen und Englischen Suiten nannte Albert Schweitzer sie „Deutsche Suiten“; diese Bezeichnung hat sich nicht durchgesetzt. Die Forschung ist sich weitgehend einig, dass Bach hier eine Art Integration der beiden vorherrschenden musikalischen Stile unternahm – des französischen und italienischen Stils.

### Partita I B-Dur, BWV 825
Sätze
- Praeludium
- Allemande
- Corrente 3/4
- Sarabande 3/4
- Menuett I – II – I 3/4
- Gigue

### Partita II c-Moll, BWV 826
Sätze
- Sinfonia: Grave Adagio  – Andante  – 3/4
- Allemande
- Courante 3/2
- Sarabande 3/4
- Rondeau 3/8
- Capriccio 2/4

### Partita III a-Moll, BWV 827
Sätze
- Fantasia 3/8
- Allemande
- Corrente 3/4
- Sarabande 3/4
- Burlesca 3/4
- Scherzo 2/4
- Gigue 12/8

### Partita IV D-Dur, BWV 828
Sätze
- Ouverture  – 9/8
- Allemande
- Courante 3/2
- Aria 2/4
- Sarabande 3/4
- Menuett 3/4
- Gigue 9/16

### Partita V G-Dur, BWV 829
Sätze
- Praeambulum 3/4
- Allemande
- Corrente 3/8
- Sarabande 3/4
- Tempo di Menuetto 3/4
- Passepied 3/8
- Gigue 6/8

### Partita VI e-Moll, BWV 830
Sätze
- Toccata  –
- Allemande
- Corrente 3/8
- Air
- Sarabande 3/4
- Tempo di Gavotta
- Gigue Ø (= 4/2)

## Clavierübung Teil II
1735 veröffentlichte Bach im bedeutenden Nürnberger Verlag von Christoph Weigel jun. den zweiten Teil seiner Clavierübung, bestehend aus dem Italienischen Konzert F-Dur und der Französischen Ouvertüre h-Moll unter dem Originaltitel:
Zweyter Theil der / Clavier Ubung / bestehend in / einem Concerto nach Italiaenischen Gusto / und / einer Overture nach Französischer Art / vor ein / Clavicymbel mit zweyen / Manualen. / Denen Liebhabern zur Gemuths-Ergötzung verfertiget. / von / Johann Sebastian Bach / Hochfürstl: Saechss: Weissenfelss:Capellmeistern. / und / Directore Chori Musici Lipsiensis. / in Verlegung / Christoph Weigel Junioris.
Die meisten Autoren sehen die musikalische Bedeutung hier auch in der quasi archetypischen Gegenüberstellung der beiden musikalischen Stile und betrachten die verwendeten Tonarten F-Dur und h-Moll – durch einen Tritonus voneinander getrennt – nicht als einen Zufall.
Das Italienische Konzert wird heute sehr häufig – auch auf dem Klavier – gespielt; die Ouvertüre ist im Konzertleben heute nahezu unbekannt.

### Ouvertüre h-Moll, BWV 831
Sätze
- Ouverture  – 6/8
- Courante 3/2
- Gavotte I – II – I
- Passepied I – II – I
- Sarabande 3/4
- Bourrée I – II – I
- Gigue 6/8
- Echo

Werk
Mit elf Sätzen ist diese Komposition nicht nur deutlich umfangreicher als die Partiten des ersten Teils. Sie besitzt auch eine wesentlich freiere Satzfolge – so fehlt auffälligerweise gleich die Allemande (die deutsche Komponisten schon wegen des Namens wohl nicht als „typisch französisch“ empfanden). Das Werk ähnelt damit mehr den Orchestersuiten Bachs mit ihrer freien Folge modischer Tänze. 
Ein weiterer Unterschied ist die schlichtere Melodik, also ein deutlicher Verzicht auf ausgeschriebene Verzierungen (dies entspricht entgegen dem Titel nicht der französischen Praxis, was man an den akribischen Verzierungsvorschreibungen beispielsweise bei Couperin oder Rameau sieht, die beide in Bachs Zeit fallen). Die Verwendung der beiden Manuale schreibt Bach durch forte und piano vor. Dies betrifft besonders die Ouverture und natürlich – der Titel Echo lässt es bereits vermuten – den Schlusssatz.
Neben der Fassung in h-Moll existiert eine Frühfassung der Ouvertüre in c-Moll, die in einer um 1730 angefertigten Abschrift Anna Magdalena Bachs erhalten ist.

### Italienisches Konzert F-Dur, BWV 971
Sätze
- 2/4 F-Dur
- Andante 3/4 d-Moll
- Presto  F-Dur

Werk
Die in Italien von Komponisten wie Arcangelo Corelli und Giuseppe Torelli angestoßene und von Antonio Vivaldi weiterentwickelte Form des Solokonzerts mit der Tempofolge schnell–langsam–schnell stellt ein Einzelinstrument einem größeren Klangkörper gegenüber. Bach hatte früh typische Vertreter dieser Form kennengelernt und hatte sich damit auseinandergesetzt, indem er bereits in Weimar Orgel- und Klavierbearbeitungen davon anfertigte („Sechs“ beziehungsweise „Sechzehn Konzerte nach verschiedenen Meistern“, BWV 592-597 und 972-987). 
Im Italienischen Konzert führte er diesen Gedanken weiter; das Werk stellt die beiden Manuale des Cembalos einander gegenüber und basiert dabei deutlich auf von Vivaldi entwickelten Elementen wie dem Ritornellthema, das nach und nach auf verschiedenen Stufen auftritt, und den dazwischenliegenden, geringstimmig begleiteten Solopartien. Die ganze Komposition kokettiert sozusagen mit der Idee, sie sei ein Klavierauszug eines echten Orchesterwerks.
In einer Rezension schrieb Johann Adolf Scheibe 1739:
„Wer wird aber auch nicht so fort zugestehen, daß dieses Clavierconcert als ein vollkommenes Muster eines wohleingerichteten einstimmigen Concerts anzusehen ist? Allein, wir werden auch noch zur Zeit sehr wenige, oder fast gar keine Concerten von so vortrefflichen Eigenschaften, und von einer so wohlgeordneten Ausarbeitung aufweisen können. Ein so großer Meister der Musik, als Herr Bach ist, der sich insonderheit des Clavier fast ganz allein bemächtiget hat [...] mußte es auch seyn, uns in dieser Setzart ein solches Stück zu liefern.“

## Clavierübung Teil III
Als dritten und mit 77 Seiten umfangreichsten Teil veröffentlichte Bach 1739 eine Folge von Orgelwerken. Den Rahmen bilden Präludium und Fuge in Es-Dur, dazwischen befinden sich 21 Choralbearbeitungen. Albert Schweitzer hat das Ganze auch als Orgelmesse bezeichnet, da die verwendeten Choräle nicht an bestimmte Zeiten des Kirchenjahres gebunden sind und etwa im Verlauf eines Gottesdienstes angeordnet wurden, beginnend mit Kyrie, Gloria und Credo.
Bach schreibt systematisch für zwei unterschiedliche Orgeltypen – jeder Satz ist eindeutig entweder für eine große mehrmanualige Orgel mit Pedal oder für eine kleine pedallose Orgel geschrieben. Für jede Choralmelodie gibt es also zwei Bearbeitungen; dem Satz für die große Orgel folgt jeweils eine Fassung ohne Pedal. Das einleitende Präludium und die abschließende fünfstimmige Fuge setzen schon in der Überschrift pro Organo pleno eine große Orgel mit Pedal voraus. Für pedalloses Spiel enthält die Sammlung weiter vier als Duette bezeichnete zweistimmige Kompositionen.
Der Originaltitel:
Dritter Theil / der / Clavier Übung / bestehend / in / verschiedenen Vorspielen / über die / Catechismus- und andere Gesaenge, / vor die Orgel: / Denen Liebhabern, und besonders denen Kennern / von dergleichen Arbeit, zur Gemüths Ergezung / verfertiget von / Johann Sebastian Bach, / Koenigl. Pohlnischen, und Churfürstl. Saechs. / Hoff-Compositeur Capellmeister, und / Directore Chori Musici in Leipzig. / In Verlegung des Authoris.

### Präludium und Fuge Es-Dur, BWV 552
Zwei Sätze
- Praeludium
- Fuga

### Choralbearbeitungen, BWV 669–689
21 Sätze
- Kyrie, Gott Vater in Ewigkeit, g-phrygisch  a 2 Clav. e Pedale, BWV 669

Christe, aller Welt Trost, g-phrygisch  a 2 Clav. e Ped., BWV 670
Kyrie, Gott Heiliger Geist, g-phrygisch  a 5 con Organo pleno, BWV 671
Kyrie, Gott Vater in Ewigkeit 3/4, G-Dur  Alio modo. Manualiter, BWV 672
Christe, aller Welt Trost 6/8, C-Dur, BWV 673
Kyrie, Gott Heiliger Geist 9/8, G-Dur, BWV 674
- Allein Gott in der Höh sei Ehr 3/4, F-Dur  a 3, BWV 675

Allein Gott in der Höh sei Ehr 6/8, G-Dur  a 2 Clav. e Pedale, BWV 676
Fughetta super: Allein Gott in der Höh sei Ehr   Manualiter, BWV 677
- Dies sind die heil’gen zehn Gebot’ 6/4, G-Dur  a 2 Clav. e Pedale, BWV 678

Fughetta super: Dies sind die heil’gen zehn Gebot’ 12/8, G-Dur  Manualiter, BWV 679
- Wir glauben all an einen Gott 2/4  In Organo pleno, BWV 680

Fughetta super: Wir glauben all an einen Gott   Manualiter, BWV 681
- Vater unser im Himmelreich 3/4  a 2 Clav. e Pedale, BWV 682

Vater unser im Himmelreich 6/8  Alio modo. Manualiter, BWV 683
- Christ unser Herr zum Jordan kam  c-Moll, BWV 684

Christ unser Herr zum Jordan kam 3/4  Alio modo. Manualiter, BWV 685
- Aus tiefer Not schrei ich zu dir  a 6 in Organo pleno con Pedale doppio, BWV 686

Aus tiefer Not schrei ich zu dir  Alio modo. Manualiter, BWV 687
- Jesus Christus unser Heiland  a 2 Clav., BWV 688

Fuga super: Jesus Christus unser Heiland  a 4 Manualiter, BWV 689

### Vier Duette, BWV 802–805
Vier Sätze
- Duetto e-Moll 3/8, BWV 802
- Duetto F-Dur 2/4, BWV 803
- Duetto G-Dur 12/8, BWV 804
- Duetto a-Moll , BWV 805

Anders als der Titel den heutigen Leser vermuten lässt, sind diese vier Sätze für ein pedalloses Tasteninstrument geschrieben und können auf Orgel oder Cembalo gespielt werden. Der Titel bezieht sich also auf ihre durchgängige Zweistimmigkeit; es sind kontrapunktische und gleichzeitig virtuose Sätze ähnlich den Inventionen, aber von wesentlich größerem Umfang. Obwohl das Bach-Werke-Verzeichnis sie unter den Cembalowerken einreiht, sind sie im Kontext ihrer Veröffentlichung sicher eher als Orgelkompositionen anzusehen.

## Clavierübung Teil IV: Goldberg-Variationen

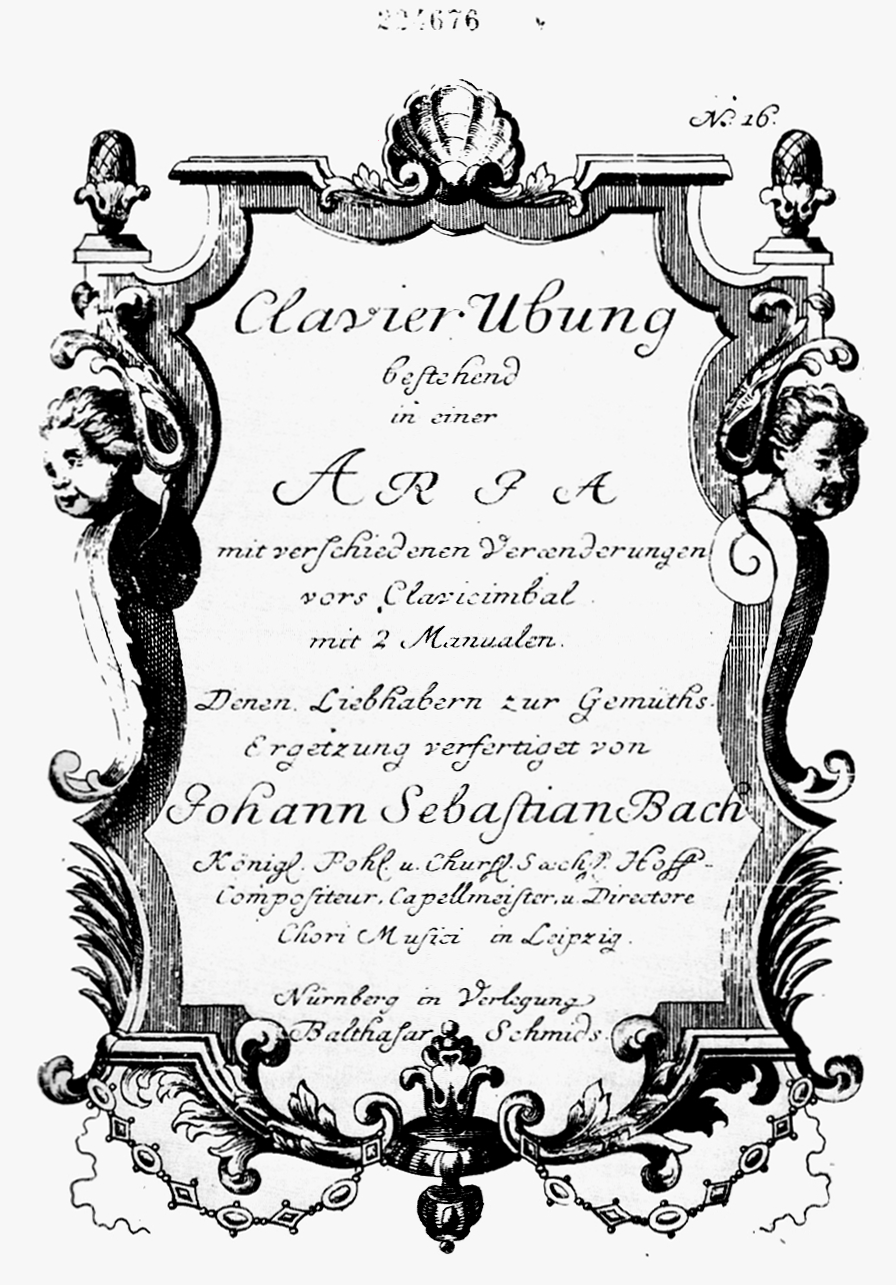
Titelblatt von Teil IV

Zwei Jahre nach dem dritten Teil der Clavierübung schrieb Bach einen Zyklus von 30 Variationen über die 32-taktige Basslinie einer Aria für zweimanualiges Cembalo; dieses Werk ist heute unter dem Namen Goldberg-Variationen bekannt (BWV 988). Bach veröffentlichte diesen Zyklus im gleichen Jahr (1741) unter dem Titel:
Clavier Übung / bestehend / in einer / ARIA / mit verschiedenen Veraenderungen / vors Clavicimbal / mit 2 Manualen. / Denen Liebhabern zur Gemüths-/ Ergetzung verfertiget / von / Johann Sebastian Bach / Königl. Pohl. u. Churf. Saechs. Hoff/Compositeur, Capellmeister, u. Directore / Chori Musici in Leipzig. / Nürnberg in Verlegung / Balthasar Schmids.
Das Werk beginnt mit der – stark verzierten – Arie und lässt dreißig stilistisch höchst unterschiedliche Sätze folgen, ehe die Arie am Schluss unverändert wiederholt wird. Ähnlich wie in Teil I (Eröffnungssatz von Partita IV), markiert auch hier eine Französische Ouvertüre den Beginn des zweiten Teils (Variation 16).

## Clavierübung Teil V?
Manche Forscher vertreten die Auffassung, Bach müsse die Kunst der Fuge als fünften Teil der Clavierübung geplant haben. Als Zielinstrument wird dann entweder das Clavichord angeführt oder der Silbermann-Flügel (eine Frühform des Hammerklaviers, von dem Friedrich der Große mehrere Exemplare besaß). Allerdings sind entsprechende Absichten Bachs dokumentarisch nicht belegt, und so bleibt all dies Spekulation.